# 黑田忠之
黑田忠之（日语：／ Kuroda Tadayuki，1602年12月22日—1654年3月30日），日本江戶時代前期的大名，筑前福岡藩的第2代藩主，在任期間發生了江戸三大御家騒動之一的黑田騷動。

## 生涯
慶長7年（1602年）11月9日，忠之在筑前福岡城內的藩筆頭家老栗山利安的宅邸裡出生，是福岡藩初代藩主黑田長政與正室榮姬（大涼院，德川家康的養女）之間所生的嫡長子，乳名萬德丸。在德川家康移居駿府城後曾與父親長政一同前往晉見家康。
慶長19年（1614年）時的大阪冬之陣，由於幕府命令長政擔任江戶城的留守居，因此忠之代替他出陣。長政為忠之戴上關原合戰時德川家康賜予的金羊齒前立南蠻鉢兜（頭盔），並讓他率領1萬人的軍隊。
元和9年（1623年），二代將軍秀忠與其嫡子家光上洛，長政和忠之擔任先遣早一步從江戶出發前往京都，然而長政卻在京都報恩寺因病去世，忠之因此繼承家督之位。最初從二代將軍秀忠拜領了偏諱，從萬德丸改名為忠長以及忠政，直到這個時候才真正改名為忠之。在這之後，德川將軍家都會授予福岡藩的藩主及嫡子松平姓氏以及將軍的偏諱。
另外，依據父親的遺言分別給予弟弟長興5萬石（秋月藩），高政4萬石（東蓮寺藩）的領地，為此福岡藩的石高降為43萬3千石左右。
忠之作為大藩繼承人出生，與祖父孝高、父親長政不同，性格上相當自我中心，事實上長政也擔憂忠之器量不足而曾考慮廢嫡，不過受到重臣栗山利章（大膳）的勸諫而作罷，並將忠之託付給了栗山。忠之喜愛外表華美氣派的事物，動用藩的資產建造了被幕府禁止的大型船隻鳳凰丸，組織自己的側近團體，重用倉八正俊及郡慶成等人。另一方面，與筑前六端城（領地內主要的6個支城）的城主等長政時代以來的重臣對立，以減封領地或是改易等強硬手段對付這些人。
寬永9年（1632年），六端城之一的麻底良城主栗山利章向幕府控訴「黑田家有謀反的嫌疑」，讓黑田家面臨了改易危機，這即是黑田騷動。3代將軍家光親自下了裁決，接受藩側的主張判定栗山精神異常，不久後幕府下令倉八流放高野山，栗山則是被交給盛岡藩南部家看管（雖然等同於流放，不過栗山受到了南部家的厚待）。
在這場騷動裡，藩主黑田家並沒有被追究責任（實際上有進行名義上的改易，也就是改封後隨即又以重新授予舊領地），不過長政過去的舊知，幕府老中安藤直次與幕府古老成瀨正虎等人向忠之遞出了書狀，希望忠之能像長政一樣和家老商議後再推行藩政。結果便是忠之的側近政治弱化，以過去的重臣為中心的合議制政治色彩更加濃厚。
寬永14年（1637年），島原之亂時忠之出陣並建立戰果。寬永18年（1641年），由於幕府的鎖國令，長崎成為了幕府的直轄地（長崎奉行地），福岡藩黑田家與肥前佐賀藩鍋島家奉命輪流擔任長崎的戒備。因為這件事福岡藩得到幕府的優待，參勤次數減少，藩主在江戶留滯的時間也縮短。
承應3年（1654年）2月12日，於福岡城去世，享年53歲，由長子光之繼承家督。
正室久姬是將軍秀忠的養女，不過在寬永5年（1628年）便已去世。依據細川家文書，起初是預定迎娶藤堂高虎的女兒做為正室。

## 脚注
1. ↑  『日本近世武家政權論』村川浩平（近代文藝社，2000年）